# Legionär (Sport)
Bei einem Legionär handelt es sich um einen Sportler, der seiner professionellen sportlichen Tätigkeit außerhalb seines Heimatlandes nachgeht. Die Bezeichnung wird dabei fast ausschließlich für Spieler von Mannschaftssportarten verwendet, die in ausländischen Ligen aktiv sind.
Legionäre sind oft fester Bestandteil der Nationalmannschaft ihres Herkunftslandes. Dies galt jedoch nicht immer, die ersten im Ausland spielenden Profis blieben noch aus der Nationalmannschaft ausgeschlossen, da ihnen zum Beispiel vorgeworfen wurde, „geldgierig und unpatriotisch“ zu sein. Manche Profis werden in ihrem Gastland eingebürgert, um für die dortige Nationalmannschaft spielen zu können (Beispiel: Katarische Männer-Handballnationalmannschaft).
Je höher der Stellenwert einer Sportart in einem Land ist und je stärker diese im internationalen Vergleich besetzt ist, desto größer ist auch das Ansehen und das Einkommen der Sportler. Daher ist es für ausländische Spieler interessant, in einer Mannschaft in diesen Ländern unterzukommen. Ein Beispiel sind hier die typischen US-amerikanischen Sportarten American Football, Baseball und Basketball. Auch für die Verhältnisse ihres Heimatlandes weniger begabte Spieler können als Legionär im Ausland in Erscheinung treten, wenn das spielerische Niveau ihres Heimatlandes über dem der meisten Länder liegt. Somit reichen sie als Spieler zwar mit ihrer Begabung nicht an die Besten ihres Landes heran, heben sich aber vom Durchschnitt des Ziellandes dennoch ab.

## Begriff
Der Begriff „Legionär“ ist aus dem Militärischen entlehnt, gleichbedeutend mit „Söldner“. Er wurde zunächst meist negativ konnotiert verwendet und beinhaltete die stereotypen Eigenschaften der Sportler, über dem Durchschnitt älter zu sein und hohe Gehälter zu verdienen und verband dies mit dem Vorwurf, wegen des lukrativeren Gehaltes das Heimatland zu verlassen und im Ausland zu spielen, so wie auch Söldner ihrer Heimatarmee den Rücken zuwenden, wenn sie sich wegen eines höheren Soldes einer anderen Armee anschließen.
Bei dem Begriff handelt es sich um eine Besonderheit der deutschen Sprache; er existiert nicht in anderen Sprachen. Erstmals verwendet wurde der Begriff in den 1960er Jahren in deutschsprachigen Zeitungen.

## Fußball
Für den Anstieg der Fußball-Legionäre in Europa ab der zweiten Hälfte der 1990er-Jahre ist vor allem das Bosman-Urteil verantwortlich, das die in einigen Ländern geltenden Ausländerregelungen für ungültig erklärte.
Die meisten deutschen Legionäre spielen laut transfermarkt.de in den Vereinigten Staaten (402), in Österreich (251) und in  der Schweiz (183) (Stand: 14. August 2024).
Während bei der Fußball-Weltmeisterschaft 2010 in Südafrika in der deutschen Mannschaft kein Auslandsprofi dabei war, spielten bei der Weltmeisterschaft 2014 in Brasilien acht deutsche Nationalspieler nicht mehr in der Fußball-Bundesliga.